# 勇者ヨシヒコシリーズ
『勇者ヨシヒコシリーズ』（ゆうしゃヨシヒコシリーズ）は、テレビ東京系「ドラマ24」枠（毎週土曜日0時12分 - 0時52分〈金曜日深夜〉）で放送された山田孝之主演のテレビドラマ。福田雄一が監督および脚本を務めた。2017年開催のヨシヒコフェス発表の際にシリーズ完結が正式に宣言された。
低予算を逆手に取る構成は『モンティ・パイソン・アンド・ホーリー・グレイル』。世界観は『ドラゴンクエスト』シリーズのパロディとなっている。シリーズ通してスクウェア・エニックスが協力としてクレジットされている。

## シリーズ作品一覧
- 『勇者ヨシヒコと魔王の城』 - 第1作。2011年（平成23年）7月9日（8日深夜）から9月24日（23日深夜）まで放送。
- 『勇者ヨシヒコと悪霊の鍵』 - 第2作。2012年（平成24年）10月13日（12日深夜）から12月22日（21日深夜）まで放送。
- 『勇者ヨシヒコと導かれし七人』 - 第3作。2016年（平成28年）10月8日（7日深夜）から12月24日（23日深夜）まで放送。

## シリーズ共通の登場キャラクター
2作以上登場したキャラクター。詳細は、それぞれの作品を参照。
ヨシヒコ
演 - 山田孝之、（幼少期：小林翼）
真面目で、正義感が強く、ややお人好しの勇者。
シリーズ全作に登場。立ち位置は「勇者」、職業は「勇者」。
但し外見のモチーフは、「ドラゴンクエストV 天空の花嫁」の主人公（主人公が勇者ではない作品）。
真面目で正義感が強く勇敢だが、馬鹿で、空気を読まない癖がある。
ダンジョー
演 - 宅麻伸
熱血漢でテンションが高めの戦士。
シリーズ全作に登場。立ち位置は「戦士（剣士）」、職業は「バトルマスター」。
揉み上げが特徴の勇敢な戦士、かつ最年長のメンバー。友情、人情に厚く、可愛い動物（小型モンスターなど）に目がない。
やたらと「逞しいんだ!（「宅麻伸だ!」との洒落）」と強調することがある。
ムラサキ
演 - 木南晴夏
ヨシヒコを父の敵と思い込む、村の娘。
シリーズ全作に登場。立ち位置は「村娘」、職業は「魔法使い」。
勝気な女性でヨシヒコに気がある様子。
いじられ役、魔法・特技を習得している。またシリーズで髪型が変わる。
メレブ
演 - ムロツヨシ
ビミョーな呪文を得意とする魔法使い。
シリーズ全作に登場。立ち位置は「魔法使い」、職業は「賢者」。
胡散臭く役に立たない魔法を多数習得している。突っ込み役で事情通。
実は、冒険中に度々出てくる権利関係的にギリギリなネタの数々にちゃんと反応するなど、全キャラ通じて一番の常識人である。
仏
演 - 佐藤二朗（幼少期：小山春朋）
旅のお告げを伝える仏。
シリーズ全作に登場。職業は「仏」
彼らの旅を導く立場にあるが、無駄口が多く無責任。ヨシヒコは彼を裸眼で見ることができない。
ヒサ
演 - 岡本あずさ（幼少期：阿部日向子）
心優しいヨシヒコの妹
シリーズ全作に登場。職業は「妹」。
心配性なので、一々彼らの旅の後を追い、見守っている。物語の終わりに出てくることが多い。
魔王ガリアス
声 - 中尾隆聖
邪悪な気で人々を操り、魔物を差し向け、疫病を蔓延させている『諸悪の根源』。
とてつもない攻撃力を持ち、あらゆる魔法を使う。
シリーズ1作目と2作目に登場。1作目のラスボス。
2作目は「セーブされていた1作目のラスト」に一同が飛ばされたという設定で顔出し的な登場。
神父
演 - 鎌倉太郎
独特な言い回しで攻め立ててくる神父。
シリーズ全作に登場。舞台となる時期・時代が異なるため正確には同一人物ではないが、「神父」としてシリーズ全作に登場。
ポンジ
演 - 川久保拓司
ヨシヒコの代わりに一行に合流したスーパースター。
適当キャラはそのままに、遊び人レベル99からのスーパースターともなるとウザさも別格。
泥跳ねNG、100メートル以上の歩きNG。
さらに自分の呼び名をPJとウザさが…。
シリーズ1作目と3作目に登場した同一人物で、愛称は「PJ（ピージェイ）」。1作目と3作目は何百年も時間の差があるが、そこには触れることはなかった。

## シリーズ共通の用語
2作以上登場した用語。詳細は、それぞれの作品を参照。
カボイの村
シリーズ全作に登場。ヨシヒコの故郷。
キラナの村
シリーズ1作目と2作目に登場。
ダーマ神社 / ダーマの神殿
シリーズ全作に登場。ドラゴンクエストシリーズでのダーマの神殿と同じく、転職を可能とする神社・神殿で、転職することで魔法などの幅を広げることができるが、ヨシヒコが転職しようとするといつも失敗する。

### シリーズ共通の呪文
2作以上登場した用語。
スイーツ
シリーズ全作に登場。
チョヒャド
シリーズ全作に登場。
ヨシズミ
シリーズ2作目と3作目に登場。
ゲラ
シリーズ1作目と3作目に登場。

## 備考
- シリーズ3作で主演をつとめる山田孝之は、2016年5月27日に発売されたソニー・インタラクティブエンタテインメント「PlayStation®4」のソフト『ドラゴンクエストヒーローズII 双子の王と予言の終わり』にツェザール役で声優として参加[3]。その販売CMにも起用されている[4][5]。
- シリーズ3作でレギュラー出演しているムロツヨシは、2016年12月19日放送の『LIFE!〜人生に捧げるコント〜』（NHK総合）でも『ドラゴンクエストシリーズ』のパロディコントをしている。
- 東京ジョイポリスとコラボレーションし『勇者ヨシヒコとジョイポリス城』が2017年2月22日～3月26日にかけて開催された[6]。既存アトラクションや店内飲食でのコラボや、ドラマのダイジェストをステージに上映したり、パネル展示や、参加型謎解きイベント『勇者ヨシヒコと古城の魔神』が2017年2月25日～3月26日の土日祝日の期間に1日3公演催される[7] などした。